# Туапсе (футбольный клуб)
«Туапсе́» — российский профессиональный футбольный клуб из одноимённого города Краснодарского края. Основан 16 июня 2020 года. В сезонах 2020/21 и 2021/22 играл в 1 группе второго дивизиона России.

## История
Официальной датой основания клуба считается 16 июня 2020 года, когда ФК «Туапсе» официально получил лицензию РФС, при этом как юридическое лицо клуб был официально зарегистрирован 25 февраля того же года. Ранее местная команда носила статус муниципальной, финансируясь напрямую из бюджета Туапсинского района, и выступала в любительских турнирах Краснодарского края.

### Сезон 2020/21
В сезоне 2020/21 коллектив принял участие в Первенстве России среди клубов ПФЛ и Кубке России. Главным тренером команды в июне 2020 года был назначен Сергей Леженцев.

#### Матч со СКА
21 сентября в перенесённом матче 23-го тура Первенства ПФЛ 2020/21 «Туапсе» — СКА (Ростов-на-Дону) команда «Туапсе» имела в заявке лишь 11 игроков (запасные игроки отсутствовали). Позже выяснилось, что за команду вместо Ильи Кириленко и Максима Ермакова сыграли подставные футболисты. Проведшая матч без замен команда «Туапсе» набрала в первенстве первое очко, игра завершилась со счётом 1:1, до этого было 5 поражений в 5 матчах. Решением КДК РФС от 5 октября 2020 года результат матча был аннулирован, «Туапсе» засчитано техническое поражение (0:3), а главный тренер Сергей Леженцев отстранён от деятельности, связанной с футболом, сроком на один год. ФК «Туапсе» также получил штраф за нарушение санитарного регламента в организации матча. При этом, в клубе были зафиксированы случаи заражения коронавирусом, из-за чего был отменён следующий матч (27 сентября) против махачкалинского клуба «Легион Динамо».

### Сезон 2021/22
Сезон 2021/22 стал вторым для клуба на профессиональном уровне: команда являлась участником первенства второго дивизиона ФНЛ, приняла участие в Кубке России 2021/22.

#### Решение об исключении из ФНЛ-2 и его отмена
16 декабря 2021 года по итогам заседания КДК РФС клуб был переведён в любительский дивизион за умышленное предоставление недостоверной информации, а также использование клубом поддельных документов. По регламенту во всех матчах второго круга команде были присуждены поражения со счётом 0:3. Также за неправомерное участие в играх были аннулированы результаты трёх поединков «Туапсе»: с «Биологом-Новокубанском» (1:3), «Кубань-Холдингом» (0:0) и ростовским СКА (0:2), в которых «Туапсе» были засчитаны технические поражения со счётом 0:3, а соперникам «Туапсе» — технические победы со счётом 3:0. Помимо этого, генеральный директор, начальник и врач команды были отстранены от любой связанной с футболом деятельности на шесть месяцев. На момент снятия клуб занимал 10-ю строчку в турнирной таблице группы 1.
2 февраля 2022 года по итогам заседания апелляционного комитета РФС перевод ФК «Туапсе» в низший дивизион был отменён, клуб был подвергнут санкции в виде снятия 9 очков.
9 июня 2022 года стало известно, что в списке клубов Второго дивизиона ФНЛ, получивших лицензии РФС на сезон 2022/23, «Туапсе» отсутствует.

## Стадион
Домашней ареной команды является стадион «Водник», открытый в 1951 году. Стадион имеет 2 трибуны: трибуна «Запад» вмещает 800 зрителей, трибуна «Восток» — 1570. Расположен на улице имени Максима Горького, недалеко от Морвокзала.

## Администрация
| Должность                             | Имя               |
| ------------------------------------- | ----------------- |
| И. о. генерального директора          | Игорь Рудой       |
| Сотрудник по обеспечению безопасности | Александр Боджян  |
| Сотрудник по работе с болельщиками    | Александр Суворов |
| Врач                                  | Роман Комаров     |

## Тренерский штаб
| Должность      | Имя         |
| -------------- | ----------- |
| Главный тренер | Игорь Рудой |

## Состав
| №              | Игрок                | Страна  | Дата рождения             | Бывший клуб                        |         |         |
| Вратари        | Вратари              | Вратари | Вратари                   | Вратари                            | Вратари | Вратари |
| -------------- | -------------------- | ------- | ------------------------- | ---------------------------------- | ------- | ------- |
| 1              | Сергей Доценко       | Россия  | 15 мая 1999 (26 лет)      | «Орбита» (Красногвардейское)       |         |         |
| 16             | Андрей Тимофеев      | Россия  | 8 февраля 1996 (29 лет)   | «Кафа» (Феодосия)                  |         |         |
| 17             | Артём Пацар          | Россия  | 24 сентября 2003 (21 год) | Воспитанник клуба                  |         |         |
| Защитники      |                      |         |                           |                                    |         |         |
| 4              | Магомед Балаев       | Россия  | 6 февраля 1996 (29 лет)   | «Ангушт» (Назрань)                 |         |         |
| 6              | Александр Оболенцев  | Россия  | 27 августа 1999 (25 лет)  | «Медик» (Сочи)                     |         |         |
| 12             | Даниил Кошелев       | Россия  | 5 декабря 2000 (24 года)  | «Кафа» (Феодосия)                  |         |         |
| 19             | Спиридон Филиппиди   | /       | 13 февраля 1998 (27 лет)  | «Урожай» (Краснодар)               |         |         |
| 33             | Владислав Тюфяков    | Россия  | 29 августа 1996 (28 лет)  | «Форте» (Таганрог)                 |         |         |
| 85             | Илья Кириленко       | Россия  | 17 ноября 1997 (27 лет)   | «Черноморец» (Новороссийск)        |         |         |
| Полузащитники  |                      |         |                           |                                    |         |         |
| 8              | Александр Никулин    | Россия  | 22 июля 1997 (27 лет)     | «Универспорт-Прогресс» (Краснодар) |         |         |
| 9              | Евгений Стуканов     | Россия  | 9 января 1996 (29 лет)    | «Кафа» (Феодосия)                  |         |         |
| 18             | Никита Давыдов       | Россия  | 2 июля 2002 (23 года)     | «СШ-10» (Сочи)                     |         |         |
| 27             | Буньямудин Мустафаев | Россия  | 7 сентября 1992 (32 года) | «Кафа» (Феодосия)                  |         |         |
| 77             | Магомед Гамзатов     | Россия  | 13 января 2001 (24 года)  | Воспитанник клуба                  |         |         |
| 88             | Иван Кудряшов        | Россия  | 7 апреля 2000 (25 лет)    | «СДЮШОР Спартак-2» (Москва)        |         |         |
|                | Игорь Туник          | Россия  | 1 ноября 1999 (25 лет)    | «Урожай» (Краснодар)               |         |         |
| Нападающие     |                      |         |                           |                                    |         |         |
| 10             | Игорь Запорожцев     | Россия  | 22 октября 1996 (28 лет)  | «Феникс» (Краснодар)               |         |         |
| 11             | Бека Джанелидзе      | Россия  | 16 октября 2001 (23 года) | «Малацки»                          |         |         |
| 17             | Никита Трифонов      | Россия  | 6 мая 2000 (25 лет)       | «СКА-Хабаровск»                    |         |         |
| 21             | Степан Кривовяз      | Россия  | 6 мая 2001 (24 года)      | «ГНС-Спартак» (Краснодар)          |         |         |
| 23             | Дмитрий Белов        | Россия  | 31 марта 1995 (30 лет)    | «Знамя Труда» (Орехово-Зуево)      |         |         |
| 97             | Никита Губский       | /       | 25 июня 2000 (25 лет)     | «Орбита» (Красногвардейское)       |         |         |
| Главный тренер |                      |         |                           |                                    |         |         |
|                | Игорь Рудой          | Россия  | 27 августа 1971 (53 года) |                                    |         |         |